# Скандал клуба «Палящее Солнце»
Скандал клуба «Палящее Солнце» (кор. 클럽 버닝썬) — секс-скандал произошедший в 2019 году в Сеуле (Республика Корея). В скандале были замешаны несколько знаменитостей, включая корейских айдолов из популярных групп, и сотрудники полиции. Скандал считается крупнейшим в корейской индустрии к-поп. Обвинения в преступлениях сексуального характера послужили толчком для возобновления темы о распространении в Интернете секс-видео, снятых без разрешения, а также встали на обсуждение в политических партиях, которые неоднократно вступали в конфликт по поводу разрешения проблемы.
Скандал начался 28 января 2019 года, когда новостной канал MBC Newsdesk сообщил о том, что в ноябре 2018 года в клубе «Палящее Солнце» было совершено нападение на посетителя со стороны сотрудника. Расследование Управления столичной полиции Сеула приведёт к обвинениям в посредничестве проституции, наркоторговле и коррупции сотрудников полиции. Сынни, участник бойбенда Big Bang, являющийся одним из директоров клуба, покинул индустрию 11 марта 2019 года после обвинений в посредничестве проституции.
Скандал быстро привлёк обвинения в изнасиловании и съёмке на скрытую камеру, когда Чон Чжун Ён признался, что снимал видео эротического характера с женщинами, с которыми вступал в интимную связь, и делился ими без разрешения партнёрш в групповом чате KakaoTalk, где, помимо него, были ещё несколько знаменитостей. Это привело к тому, что 12 марта 2019 года он также объявил об уходе из индустрии. По мере расследования телевизионный канал SBS FunE нашёл данные видеозаписи, датированные 2015 и 2016 годом, которые были опубликованы в KakaoTalk, и в этом чате также состоял Сынни. 14 марта Чжун Хён (Highlight) и Чжон Хун (FTISLAND) выступили с официальными заявлениями после обвинений в том, что они также были участниками данного чата. 15 марта Чжон Хён (CNBLUE) также признался, что состоял в чате, и просматривал видео. Позже была оглашена непричастность Чжун Хёна к чату в KakaoTalk, и он не был вызван в роли подозреваемого в суде.
В Международный женский день женщины вышли на открытый протест не только против клуба «Палящее Солнце», но и против всех ночных клубов в целом, призывая закончить культуру сексуализирования женщин. Несмотря на то, что в 2018 году тысячи женщин также выходили на протесты против скрытой съёмки и публикации подобных материалов, обвинения айдолов в подобном шокировали публику. Серьёзность скандала, поразившего всю страну, заставила президента Мун Чжэ Ина выступить с требованием провести тщательное расследование.
Судебные тяжбы по делу продолжались до 2021 года. Несмотря на то, что нескольких полицейских привлекли к ответственности за фигурирование в деле в качестве подозреваемых, два самых громких суда закончились оправдательными приговорами. Ю Ин Сок утверждал, что заплатил бывшему офицеру полиции Кану, чтобы тот прикрыл ситуацию с несовершеннолетним посетителем клуба, однако последний не получил тюремного срока, так как доказательств получения взятки не было. Кроме того, по подозрению в превышении должностных полномочий и организации услуг интимного характера был также задержан старший полицейский Юн Гё Гын, которому вынесли безобидный вердикт во время первого слушанья по делу. Ли Мун Хо, один из генеральных директоров «Палящего Солнца», был приговорён к году тюрьмы за употребление наркотиков (включая MDMA и кетамин) в клубах Каннама, а один из промоутеров заведения, господин Чо, был приговорён к 4,5 годам тюрьмы за употребление наркотиков и контрабанду. Ввиду общественного интереса к скандалу полиция провела рейды по всем развлекательным заведениям и задержала сотни людей, которые употребляли наркотические вещества (экстази и гамма-оксимасляная кислота, наркотик изнасилования). Также задерживали людей, которые занимались незаконной съёмкой видео во время употребления наркотиков.
Деловой партнёр Сынни, Ю Ин Сок, признался в посредничестве проституции для японских инвесторов и был условно осуждён на 3,5 года; в его срок также входило обвинение в хищении средств клуба. Основатель YG Entertainment, Ян Хён Сок, признался в незаконных азартных играх и незаконных валютных операциях в казино Лас-Вегаса, и суд обязал его выплатить штраф, как и трёх других сотрудников YG и YGX. Дело Сынни завершилось в январе 2022 года Высшим военным судом, и его тюремный срок сократился до 1,5 лет после признания всех обвинений: посредничество проституции и покупка услуг интимного характера, незаконные азартные игры, незаконные валютные операции, подстрекательство к насилию, хищение средств клуба, обмен незаконными изображениями и нарушение деловых операций.

## Предыстория

### Ночной клуб «Палящее Солнце»
Клуб «Палящее Солнце» (кор. 클럽 버닝썬, англ. Burning Sun) был открыт в отеле Le Meridien в Йоксам-доне, Каннамгу, 23 февраля 2018 года, и закрыт 17 февраля 2019 года, после того, как началось официальное расследование. Le Meridien заменил ранее располагавшуюся на том же месте сеть гостиниц Ritz-Carlton и был открыт в сентябре 2017 года, за несколько месяцев до открытия клуба. «Палящее Солнце» также был известен как «Клуб Сынни», так как исполнитель являлся одним из директоров заведения.
«Палящее Солнце» рекламировался как «самый элегантный и лучший клуб Кореи». Цокольный этаж был задействован для EDM, второй — для хип-хопа, VIP-посетителей, имел 60 VIP-столиков рядом с будкой диджея и сценой, просторные танцполы, и мог принять 1000 гостей. В меню напитков были шампанское Armand de Brignac и коньячный набор Louis XIII, стоимость которых составляет тысячи долларов. Звуковая система была установлена Funktion-One, британской компанией, занимающейся производством акустических систем, и Тони Эндрюс, эксперт по звуку, был приглашён в клуб для настройки. Сынни работал одним из диджеев, помимо местных и зарубежных гостей (R3hab).
Генеральными директорами клуба были Ли Мун Хо и Ли Сон Хён, ранее являющиеся членами совета директоров компании, которая открыла Le Meridien в Сеуле. Сынни был одним из семи штатных директоров, и ушёл с должности в январе 2019 года, так как вскоре ему предстояло заступить на обязательную военную службу. Он также являлся сооснователем Yuri Holdings, акционером Burning Sun Entertainment, который занимался работой клуба; Yuri Holdings был основан в марте 2016 года с Ю Ин Соком, который стал главой, и компании принадлежали 20 % акций клуба. Ю Ин Сок ушёл с должности 13 марта 2019 года. В интервью для Чосон ильбо, опубликованном 22 марта, Сынни рассказал, что Ли Мун Хо был оператором и ответственным «Палящего Солнца», а имя артиста использовалось для маркетинга после инвестиции в 10 миллионов вон ($ 8,800). Акции «Палящего Солнца» были распределены следующим образом: 42 % принадлежало Le Meridien, 20 % Yuri Holdings, 20 % Мадам Лин (тайваньский инвестор), 10 % Ли Мун Хо и 8 % Ли Сын Хёну (Сынни).

### Клубы «Monkey Museum» и «Арена»
Клуб «Monkey Museum» был открыт 27 июля 2016 года в Чхондам-доне, и стал первым заведением, связанным с Сынни, так и с другими известными исполнителями. Заведение позиционировалось как хип-хоп лаунж-бар. Во время расследования это стало одним из первых обвинений Сынни в незаконной деятельности бара (который был зарегистрирован как ресторан), что не имело отношения к «Палящему Солнцу»; позже были выдвинуты обвинения в хищении средств не только Сынни, но и Ю Ин Соком.
Клуб «Арена» (англ. Arena Club) был открыт в 2014 году в Нонхён-доне, и был известен тем, что там отдыхали телезнаменитости и спортсмены, был строгий дресс-код, и максимальное количество гостей составляло 700 человек. Сынни также имел отношение к данному заведению, и ему выдвинули обвинения в организации услуг интимного характера для инвесторов. Владелец клуба, господин Кан, был арестован за уклонение от уплаты налогов во время расследования.

### Друзья Сынни и фигуранты скандала
Сынни на протяжении нескольких лет дружил с Чон Чжун Ёном, главным фигурантом дела о групповых чатах в KakaoTalk, в котором он размещал видео сексуального характера с девушками, вступавшими с ним в интимную связь, без их разрешения. В 2017 году исполнитель познакомился с Чхве Чжон Хуном, участником FTISLAND. Год спустя Сынни и Чжун Ён стали участниками трэвел-шоу «Мудрый тур» (англ. Salty Tour), где Сынни попросил Сечжон (Gugudan) налить кружку пива самому красивому участнику шоу; публика его раскритиковала за неуместность высказывания, так как в корейской культуре не принято, чтобы девушка наливала напиток мужчине, и за то, что он поставил девушку в неловкое положение.

## Хронология событий

### 2019: Начало скандала

#### 28 января: Репортаж о нападении на посетителя «Палящего Солнца»

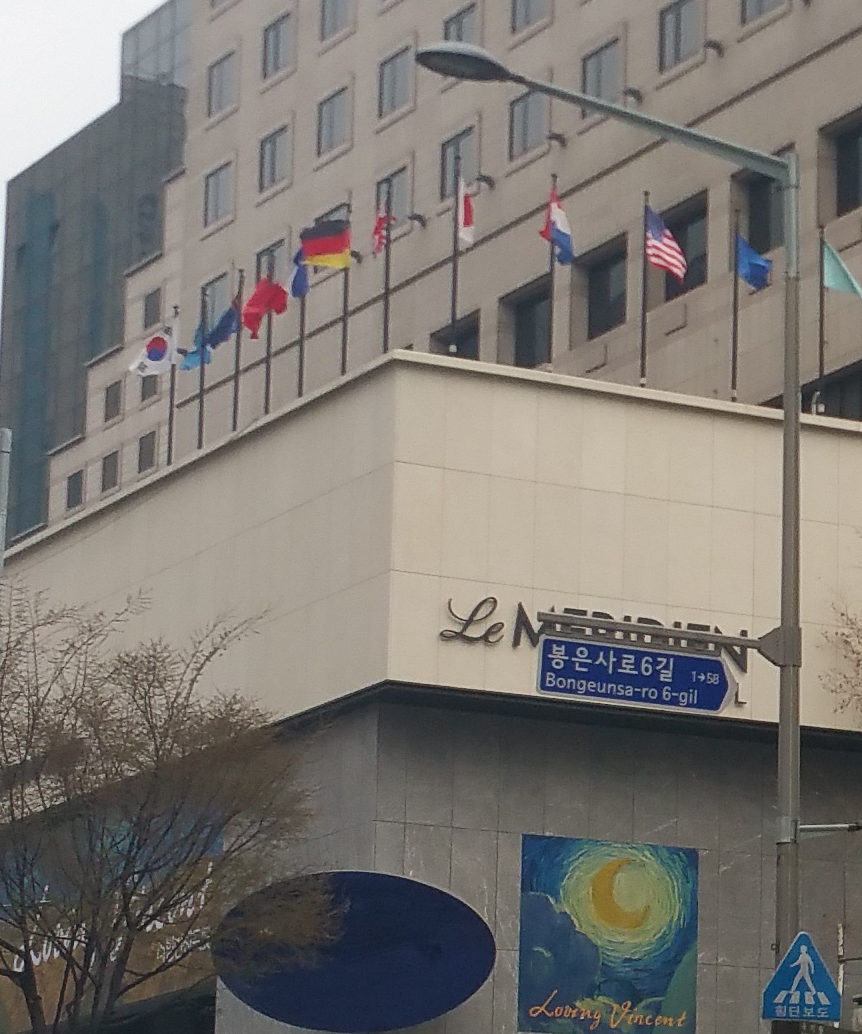
Отель Le Meridien в Сеуле, где располагался клуб «Палящее Солнце»

28 января 2019 года общественность впервые узнала о случае нападения на посетителя сотрудником клуба, произошедшее в ноябре 2018 года; репортаж вышел на новостном канале MBC Newsdesk, пострадавший — 29-летний Ким Сан Кё. Согласно его показаниям, он хотел помочь женщине, до которой домогались, однако сотрудник клуба напал на него. Когда прибыла полиция Йоксама, его задержали и выдвинули семь обвинений, среди которых нанесение побоев, непристойное поведение, клевета и препятствование выполнению служебных обязанностей; Ким также заявил, что во время задержания полицейские избили его. Инцидент произошёл 24 ноября 2018 года, однако огласку получил лишь в январе 2019 года, когда пострадавший опубликовал петицию на сайте Синего дома, детально рассказав о насильственных действиях со стороны сотрудников клуба и полиции, а также о том, что женщин в заведении накачивали наркотиками, и полиция ни разу не проводила проверок и задержаний, так как руководство клуба давало взятки. Другая петиция на том же сайте призывала к расследованию клуба и случаев употребления там наркотиков. Петиция преодолела порог в 200 тысяч подписей, и её стали рассматривать на официальном уровне.

#### 29 января — 14 февраля: Первоначальные обвинения
На ранних этапах скандал заключался в жалобе пострадавшего на персонал клуба, любые возможные преступления, которые могли там произойти, и личностях виновных. Репортаж MBC Newsdesk содержал две видеозаписи: первая — внутри клуба, где Ким подвергается насильственным действиям со стороны персонала; вторая — женщину тащили по коридору, и, как утверждалось, накачали наркотиками; вскоре вышел репортаж KBS, где, по словам предполагаемого бывшего сотрудника, в комнатах для VIP-клиентов также употребляли наркотики.
31 января Управление столичной полиции Сеула взяло ответственность за расследование, и проверяли не только «Палящее Солнце», но и все клубы Каннамгу. Ситуация особенно обострилась, так как в данном клубе в качестве креативного директора и диджея работал Сынни, участник корейского бойбенда Big Bang. В тот же день основатель и генеральный директор YG Entertainment (агентство Big Bang), Ян Хён Сок, выпустил заявление, где рассказал, что Сынни был в клубе в день инцидента до 15:00, после чего покинул его, а сам инцидент случился в 18:00. 2 февраля Сынни лично выпустил обращение по случаю разраставшегося скандала, где заявил, что он слышал об инциденте в ноябре, однако работал креативным директором и не занимался менеджментом клуба; артист также принёс извинения за то, что не взял на себя ответственность за ситуацию с самого начала.
14 февраля MBC также выпустили репортаж, где бывший предполагаемый VIP-клиент рассказал, что сотрудники предлагали ему женщин для услуг интимного характера, которых накачивали наркотиком изнасилования; также они присылали видео, где женщину в состоянии алкогольного опьянения насиловали.

#### 26 февраля — 18 марта: Сообщения в групповом чате KakaoTalk и уход Сынни из индустрии
26 февраля телеканал SBS FunE опубликовали первые записи групповых чатов в приложении KakaoTalk, оригинал которых прислал неизвестный источник; этот же источник передал информацию в Комиссию по борьбе с коррупцией и гражданским правам несколькими днями ранее, 22 февраля. Записи, датированные 2015 годом, показывают, что Сынни занимался посредничеством проституции для иностранных инвесторов, которые приезжали в другой ночной клуб Каннамгу. Источник также заявил, что возможный сговор полиции является причиной, почему данные материалы так и не попали в полицию для расследования. 4 марта полиция провела пресс-конференцию, где было объявлено, что они не видели оригинальных сообщений KakaoTalk без редактирования и сомневались в их подлинности; это произошло перед публикацией SBS отчётом о том, как сообщения были получены. 27 февраля Сынни был допрошен Управлением столичной полиции Сеула, и также сдал тест на наркотики; все обвинения в посредничестве проституции артист отрицал, как и то, что знал о сообщениях в чате KakaoTalk с другими сотрудниками «Палящего Солнца», где обсуждалась организация интимных услуг для приезжих инвесторов.
— Обеспечьте ей [инвестору] всё, что она пожелает. Получите доступ к комнатам 3 и 4 в «Арене». У нас гости из Тайваня. […] А как насчёт девочек? Дайте им лёгких девочек.
— Я готовлю проституток, так что, если возьмёшь двух, отведи их в гостиничные номера. Двоих достаточно? 
10 марта Сынни был арестован по обвинению в подкупе услуг интимного характера. На следующий день артист объявил, что уходит из индустрии, чтобы защитить честь YG и Big Bang, а также из-за того, что всеобщая ненависть выставила его врагом нации. 13 марта стало известно, что его эксклюзивный контракт с YG также был расторгнут.
В день ухода Сынни из индустрии стало известно, что человек, опубликовавший сообщения чата Чон Чжун Ёна — адвокат Пан Чон Хён, о чём он сам рассказал в интервью для SBS. Он также рассказал, что анонимный источник, который прислал сообщения ему, обнаружил их в телефоне Чон Чжун Ёна; мобильный телефон артист оставил в ремонте. Электронное письмо с тысячами сообщений KakaoTalk пришло адвокату на почту; сообщения были собраны в период восьми месяцев с 2015 по 2016 год. Когда скандал с клубом только начинали обсуждать СМИ, эти сообщения также попали в SBS FunE и Комиссию по борьбе с коррупцией и правам человека, также видео эротического содержания Чжун Ёна стали публичными. Кроме того, Пан Чон Хён заявил, что сообщения не подделаны и, исходя из их содержания, становится понятно, что сотрудники клуба дружили с вышестоящими сотрудниками полиции.
11 марта Верховная прокуратура Республики Корея запросила расследование дела, и меньше чем через неделю основное расследование велось прокуратурой Сеула. 14 марта, после новых обвинений о неправомерных действиях сотрудников полиции, комиссар Мин Гап Рён (Национальное агентство полиции) заявил, что 126 агентов назначены на расследование дела «Палящего Солнца», случаев насилия в клубе «Арена», употребление наркотиков, связях с полицией, посредничестве проституции, а также съёмку и распространение нелегальных видео. Президент Мун отдал приказ о начале расследования 18 марта, который включал в себя два других секс-скандала: первый с участием бывшего вице-министра Ким Хак У, который смог избежать последствий в 2013 году, несмотря на обвинения в изнасиловании женщин и съёмку видео интимного характера с их участием; второй случай связан с актрисой Чан Чжа Ён, которая покончила жизнь самоубийством в 2009 году, и в своей предсмертной записке указала список мужчин, с кем ей пришлось переспать по приказу её агентства.
14 марта Сынни и Чон Чжун Ён были вызваны на допрос в полицию, чем привлекли внимание журналистов, и уже к 10 утра (время прибытия в участок Чон Чжун Ёна) собралось более ста представителей СМИ. Полиция также провела допрос главы Yuri Holdings, Ю Ин Сока. Допрос Сынни проводился примерно 16 часов, Чжун Ёна — 21 час; Сынни также сказал, что подаст заявку на отсрочку зачисления в армию на три месяца.

#### 1 апреля — 31 декабря: Признание Ю Ин Сока в посредничестве проституции и первая попытка ареста Сынри

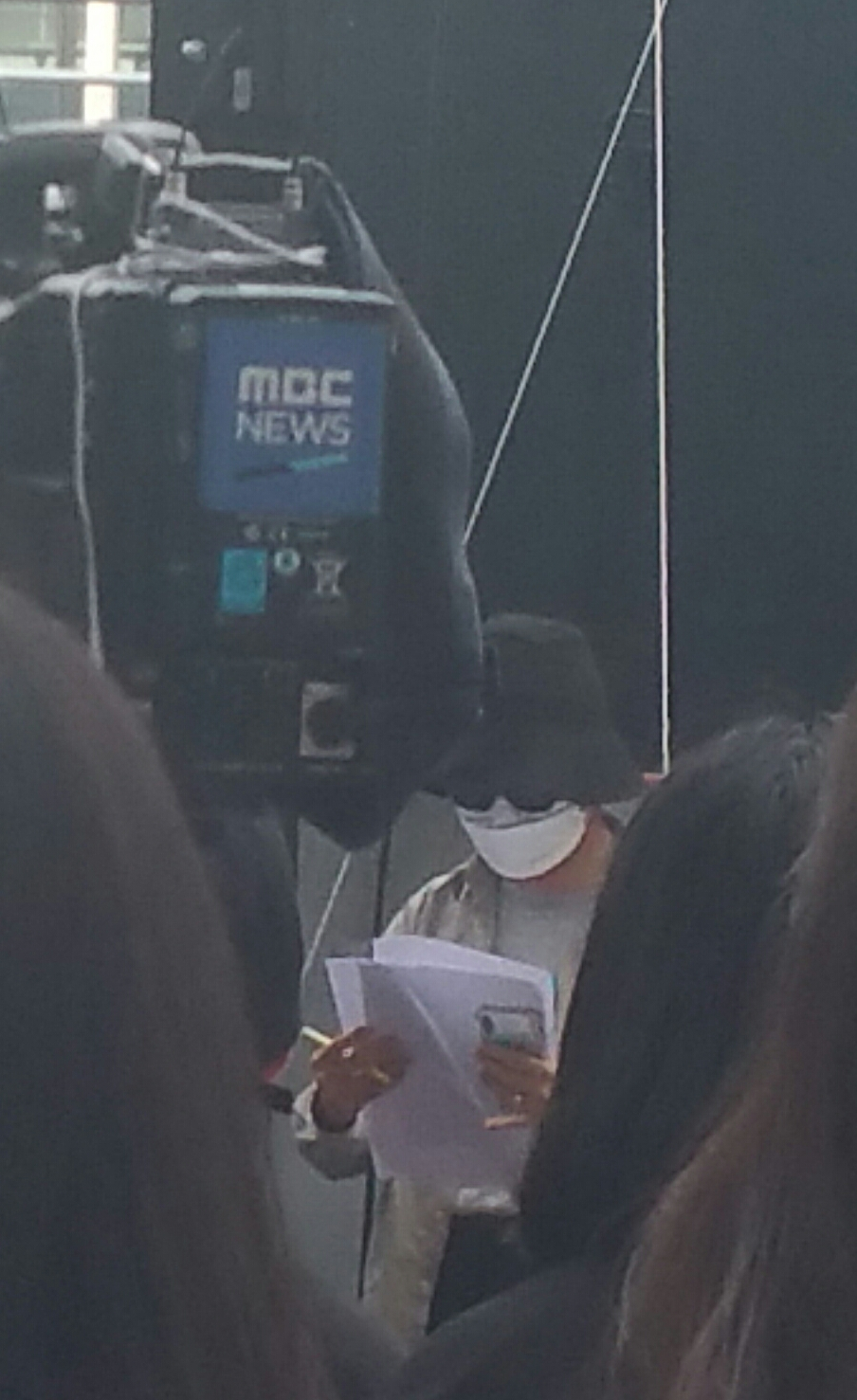
MBC TV снимают репортаж о протестах против клуба «Палящее Солнца» в Сеуле, 25 мая 2019 года

1 апреля стало известно, что Сынни и Юн Ин Сока арестовали по обвинению в хищении средств клуба «Monkey Museum». Yuri Holdings также обвиняли в использовании собственных средств для оплаты услуг адвоката по уголовному делу одного из сотрудников заведения. 29 апреля Чосон ильбо опубликовал статью с показаниями Сынни и Ю Ин Сока, где последний признался в посредничестве проституции и рассказал, что заказывал проституток для шести и более японских инвесторов в декабре 2015 года. У Управления столичной полиции Сеула были бумажные доказательства денежных транзакций, оплата корпоративной картой YG Сынни и банковский перевод Ю Ин Сока, в том числе сообщения из чата с Чон Чжун Ёном о договорённостях; всего Ю Ин Сок заказал около 17 проституток и сутенёров. 2 мая полиция уже в 17 раз провела допрос Сынни, в этот раз по обвинениям в хищении средств «Палящего Солнца».
7 мая Управление столичной полиции Сеула подало заявку для ордера на арест Сынни и Ю Ин Сока, в том числе содержание под стражей до суда, и 14 мая они появились на слушании по делу о хищении средств и организации интимных услуг для зарубежных инвесторов; Сынни также обвинили в посредничестве проституции. Сынни признался в получении незаконных секс-услуг, но отрицал все другие обвинения во время слушанья, и его отвели в камеру предварительного заключения, чтобы дождаться решения, вынесенного тем же вечером: оба ордера на арест были отклонены, при этом Окружной суд постановил, что возможны разногласия касательно хищения средств, однако вероятность уничтожения улик по данному вопросу крайне мала. 25 июня дело Сынни было передано в прокуратуру с обвинениями в хищении средств размером 1,1 млрд вон ($951,000), уничтожении улик, посредничестве проституции, сексуальных преступлениях и нарушении Закона о санитарии продуктов питания; сторона обвинения утверждала, что Сынни заказывал проституток не только для себя, но и для инвесторов из Тайваня, Японии и Гонконга в период с декабря 2015 по январь 2016 года. Ю Ин Сок также был обвинён в посредничестве проституции.
27 мая телеканал MBC опубликовал новый репортаж, где представил новые обвинения по делу и участников скандала. Так, в посредничестве проституции для иностранных инвесторов в июле 2014 года был обвинён Ян Хён Сок, что он, и YG, сразу же опровергли. Управление столичной полиции начало расследование на основании деталей, представленных в репортаже, о предполагаемом ужине в Каннаме и последующей поездке в клуб, где был Ян Хён Сок и ещё несколько лиц, в том числе малайзийский бизнесмен Джо Лоу, Хван Ха На, один из исполнителей YG и гражданин Таиланда Чаванос Раттакуль, а также по меньшей мере 10 проституток, которые работали в клубе. Сай, который ранее был артистом YG, сообщил, что познакомил Ян Хён Сока с Джо Лоу, однако не имеет никакого отношения к ужину с ними. Обвинения также касались ситуации в декабре 2018 года, когда Раттакуль обвинялся в изнасиловании, и его также вызвала полиция. В июне Ян Хён Сока допросили по делу о посредничестве проституции, а Сая допросили в качестве свидетеля ситуации в июле 2014 года, срок давности которой подходил к концу. 17 июля Управление столичной полиции задержало Ян Хён Сока по обвинениям в организации интимных услуг иностранным инвесторам, датированные 2014 года (как ещё трёх других человек), но уже в сентябре обвинения были сняты, так как полиция не смогла их доказать.
9 августа телеканал JTBC впервые обнародовал информацию о возможных нелегальных азартных играх Ян Хён Сока и Сынни в MGM Grand в Лас-Вегасе; речь шла о сумме от 1 до 2 млрд вон. Управление столичной полиции заявило, что они проверят все денежные операции основателя YG на наличие получения выигрыша с казино, так как по законодательству Республики Корея гражданам запрещено это не только на территории страны, но и за её пределами. 14 августа Ян Хён Сок и Сынни были задержаны по обвинению в незаконных азартных играх, и уже 20 августа стали известны незаконные внешнеторговые операции, и Ян Хён Сок, как и Сынни, получили запрет на выезд из страны. 28 и 29 августа обоих допросила полиция, и Сынни признал обвинение в незаконных азартных играх, однако опроверг обвинения в незаконном получении валюты и нарушении Закона об операциях с иностранной валютой. 24 сентября Сынни допросили повторно, а 1 октября состоялся второй допрос Ян Хён Сока. 31 октября Управление столичной полиции заявило о начале судебного преследования в отношении Сынни, Ян Хён Сока и ещё троих подозреваемых в незаконных азартных играх со второй половины 2014 года до момента расследования.
14 августа по делу о полицейском сговоре год тюремного срока получил бывший старший офицер полиции Каннама, 44-летний господин Кан. Во время слушанья Ли Сон Хён признался, что заплатил Кану 20 млн вон, чтобы тот прикрыл инцидент в ноябре 2018 года, и не обсудил это с Сынни. 22 августа Ли Мун Хо был условно осуждён на 3 года и отправлен на общественные работы на 1,5 года после признания в употреблении наркотиков, однако 28 ноября получил год тюремного заключения по обвинению в употреблении более 10 видов наркотиков, включая экстази и кетамин в клубах Каннама с 2018 по 2019 год. Суд также постановил, что первоначальное наказание было лёгким и нечестным.
10 октября 49-летний старший сотрудник Управления столичной полиции, Юн Гё Гын, был арестован по обвинениям в принятии взяток и злоупотреблении должностью. Юн Гё Гын был привлечён к уголовной ответственности в июне за то, что, по словам следствия, заранее проинформировал Сынни и Юн Ин Сока о давлении со стороны полиции, но вскоре The Korea Times опубликовали статью, где, по мнению редактора, поздний обыск и внимание к господину Юну ставится под сомнение из-за его работы в Синем доме в 2017 году при министре юстиций Чо Куке, расследование которого проходило в отдельном деле. 29 октября Юн Гё Гыну были предъявлены обвинения во взяточничестве, препятствовании ведению бизнеса и сокрытии улик, связанных с обвинениями скрыть незаконные действия в «Палящем Солнце» и других клубах, управлением которых занимались Сынни и Ю Ин Сок. Кроме того, Юн Гё Гын получил незарегистрированные акции от бизнесмена Чона в связи с этим делом; Чон подозревается в причастности к незаконным финансовым операциями против бывшего министра юстиций Чо Кука. 6 декабря сотрудник «Палящего Солнца», 28-летний господин Чон, был приговорён к 4,5 годам тюремного заключения за контрабанду и употребление наркотиков.

### 2020: Продолжение судебных процессов
8 января 2020 года сторона обвинения вновь подала прошение на арест Сынни по 7 обвинениям: занятие проституцией для себя и других (29 раз для иностранных инвесторов с сентября 2015 по январь 2016 года), хищение средств ($17,000 от лица Yuri Holdings), незаконные азартные игры в Лас-Вегасе (на протяжении 3 лет и 3 месяцев с 2013 года), незаконные операции с валютой, нарушение Закона о санитарии продуктов (в клубе «Monkey Museum») и три несогласованные фотографии обнажённых женщин через мессенджер. Ордер на арест Ю Ин Сока, как и на любые другие вовлечённые в дело лица, запрошено не было. 13 января Окружной суд Сеула отклонил запрос на арест.
30 января прокуратура выдвинула обвинения 9 людям без содержания под стражей, включая Сынни за посредничество проституции, азартные игры и нарушение Закона об операциях с иностранной валютой; Ю Ин Сока за посредничество проституции и хищение средств; Ян Хён Сока за азартные игры и нарушение Закона об операциях с иностранной валютой. Чон Чжун Ён и Чхве Чон Хун, осуждённые в 2019 году, также обвинялись в принуждении к проституции и подкуп сотрудника полиции в случае вождения в нетрезвом виде. 7 февраля суд отменил приговор бывшего старшего сотрудника полиции Кана по делу о сговоре с полицией при допуске несовершеннолетнего клиента в клуб «Палящее Солнце» на основании отсутствия доказательств получения Каном денег.
9 марта Сынни заступил на обязательную военную службу, и его дело было передано в Высший военный суд. 3 апреля состоялся суд без участия присяжный заседателей, где половине обвиняемых в посредничестве проституции вынесли приговор; Чон Чжун Ён был оштрафован на 1 млрд вон и один из сотрудников «Палящего Солнца», MD Ким, на 2 млрд вон. 25 апреля с Юн Гё Гына, осуждённого осенью 2019 года по ряду обвинений, сняли все обвинения из-за недостатка доказательств, однако суд постановил, что это не означает, что он абсолютно невиновен. 3 июня Ю Ин Сок признал все выдвинутые против него обвинения. На слушанье 22 июня Ю Ин Сок вновь признал все обвинения, за исключением хищения средств.
Во время слушанья, состоявшегося 9 сентября, Ян Хён Сок признал обвинения в незаконных азартных играх в Лас-Вегасе; следующее слушанье было назначено на 28 октября. 16 сентября состоялось первое слушанье Сынни в Высшем военном суде, где он опроверг все обвинения, но признался в нарушении Закона об операциях с иностранной валютой. 14 октября состоялось второе слушанье, где допрашивали свидетелей.
27 ноября суд обязал Ян Хён Сока выплатить штраф в 15 млн вон, как и трёх других сотрудников YG и YGX, которые также занимались незаконными азартными играми в Лас-Вегасе: 37-летнего господина Кима, 41-летнего господина Ли и 48-летнего господина Кима (его штраф составил 10 млн вон). 24 декабря Ю Ин Сок был условно осуждён на 3 года и получил 1 год и 8 месяцев тюремного заключения.

### 2021—22: Финальные судебные слушанья
14 января 2021 года, во время продолжающегося судебного слушанья в Высшем военном суде, Сынни были предъявлено 9 обвинение в подстрекательстве к насилию, связанное с ситуацией в клубе, произошедшей в декабре 2015 года. 1 июля допрос свидетелей был окончен, и Сынни вновь отрицал все обвинения, за исключением нарушения Закона об операциях с иностранной валютой в казино Лас-Вегаса, за что прокурор потребовал 5 лет тюремного заключения по всем обвинениям. 12 августа Сынни был приговорён к 3 годам тюрьмы, штрафу размером в 1,15 млрд вон и немедленному заключению под стражу. Артисту предъявили 9 обвинений: посредничество проституции, предоставление услуг проституции, незаконные азартные игры, подстрекательство насилию, нарушение Закона об операциях с иностранной валютой, нарушение Закона о санитарии продуктов питания, хищение средств, нарушение Закона об особых случаях, касающихся наказания за сексуальные преступления и нарушение Закона о наказании при отягчающих обстоятельствах за конкретные экономические преступление и мобилизацию банды для угрозы людям. Похищенные средства составили 528 млн вон, выигрыш с казино Лас-Вегаса — 2,2 млрд вон. Во время слушанья Сынни заявил, что сообщения в KakaoTalk, где якобы были распространены фотографии обнажённых женщин, могли быть неверно истолкованы из-за автоисправления при введении сообщения. 19 и 25 августа он также подал апелляции, чтобы обжаловать приговор.
27 января 2022 года Высший военный суд смягчил тюремное наказание Сынни до 1,5 лет, когда он признал все обвинения и заплатил штраф. В начале июня артист был уволен из армии и переведён в гражданскую тюрьму, где отбывает оставшуюся часть срока.

## Реакция публики
С момента начала скандала общественность требовала убрать Сынни из Big Bang, так как он запятнал имидж группы и использует её популярность для своего бизнеса; они также ждали около здания YG, когда он выйдет с объяснениями случившегося. Часть поклонников, однако, продолжает поддерживать его.
Актриса Пак Хан Бёль, жена Ю Ин Сока, также попала под огонь критики общественности, которые потребовали убрать её из дорамы «Любовь в печали», однако она заявила, что не будет уходить из проекта; также она сказала, что ничего не знала о бизнесе мужа, но 19 марта принесла публичные извинения и рассказала, что Ю Ин Сок был связан с сотрудниками полиции из-за проблем в клубе ещё задолго до начала расследования.
Согласно данным Google Korea, скандал клуба «Палящее Солнце» был в топ-3 поисковых запросов пользователей в 2019 году, также очень часто разыскивали информацию о групповых чатах Чон Чжун Ёна в KakaoTalk. Yonhap News Agency также назвал скандал одной из 10 наиболее популярных новостей на их сайте.
Скандал клуба «Палящее Солнце» — крупнейший скандал в истории корейской индустрии развлечений, который, согласно мнению многих журналистов, разрушил невинный образ популярных айдолов. Кроме того, данный скандал считается самым крупным среди участников Big Bang и первым, после которого участнику пришлось покинуть не только группу, но и индустрию.